# Schloss Náměšť na Hané
Schloss Náměšť na Hané (deutsch Schloss Namiescht) steht im gleichnamigen Ort Náměšť na Hané im mährischen Okres Olomouc, Tschechien.

## Geschichte

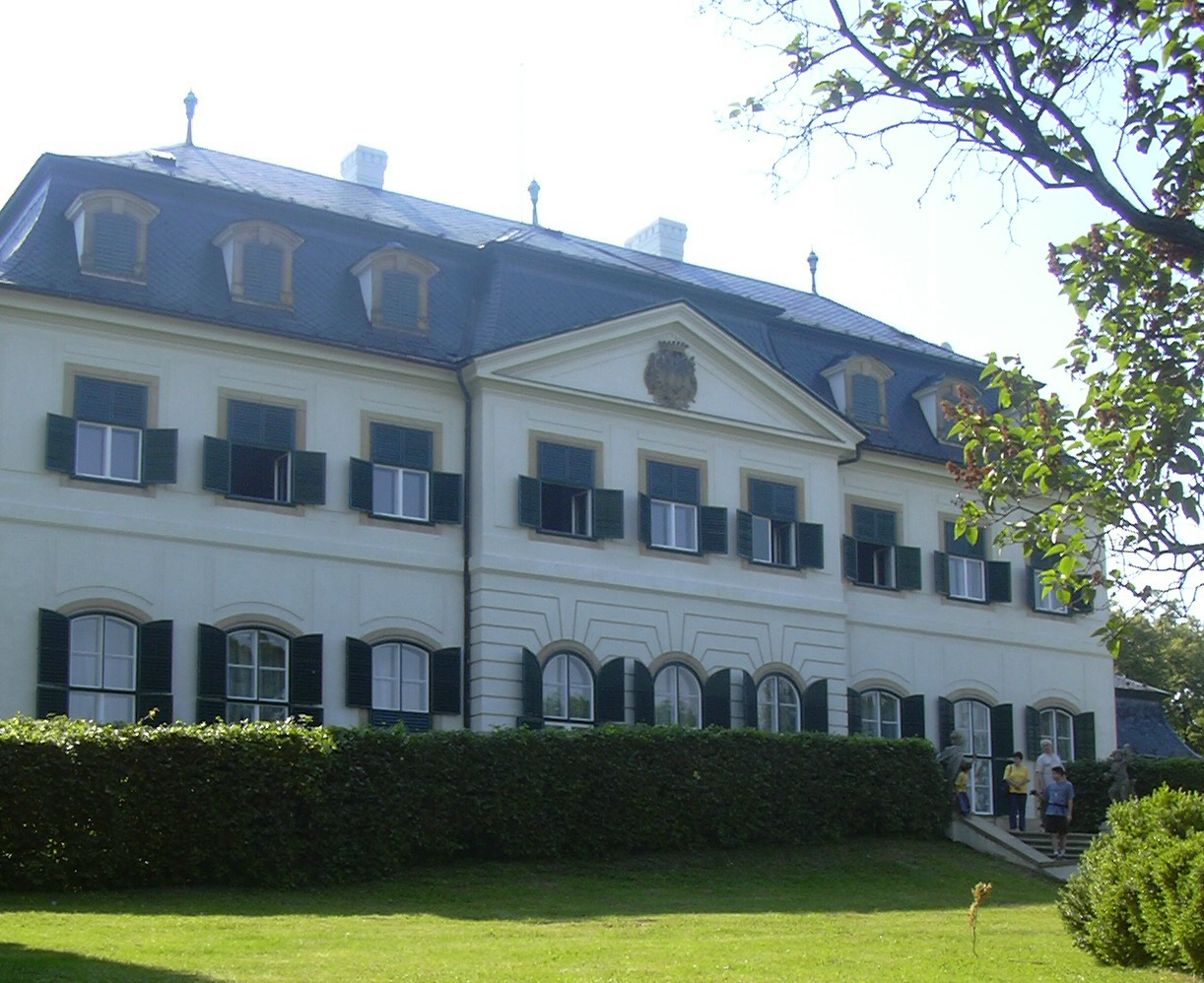
Schloss Náměšť na Hané

Das Schloss Namiescht ließ Graf Ferdinand Bonaventura Harrach (1708–1778) in den Jahren 1760–1763 auf einer Anhöhe erbauen. Zur Unterscheidung eines älteren Renaissance-Schlosses, das sich im Ort befindet, wird es als „Horní zámek“ (Oberes Schloss) bezeichnet. Es ist von einem kreisförmig angelegten Park umgeben, zu dem aus vier Richtungen Lindenallen führen. 1780–1916 war es im Besitz der Grafen Kinsky, anschließend gehörte es bis zur Enteignung 1945 der Familie Ottahal.
Das Hauptgebäude mit einem Mansarddach ist durch zeitgenössische französische Architektur geprägt. Einzelne Innenräume sind mit Spiegeldecken mit einem Rocaille- und Pflanzendekor verziert. Neben einer Gemäldesammlung werden historische Kutschen der Olmützer Bischöfe und Erzbischöfe ausgestellt.